# Batallón Siberia
El Batallón Siberia o Batallón Sibir (ucraniano: Батальйон «Сибір», romanizado: Batalion “Sybir”, literalmente 'Batallón Siberiano'; ruso: Батальон «Сибирь», romanizado: Batalon “Sibir”) es un grupo paramilitar formado por ciudadanos de la Federación Rusa que se oponen al gobierno del presidente Vladímir Putin. Participa en la guerra ruso-ucraniana desde 2023.
Los miembros de esta unidad incluyen rusos étnicos, yakutos y buriatos, que ven la victoria de Ucrania como una oportunidad para obtener independencia o una amplia autonomía de Rusia. Antes de firmar un contrato, los ciudadanos de la Federación de Rusia se someten a una inspección exhaustiva, que puede durar hasta un año. El batallón no recluta rusos prisioneros de guerra. La unidad luchó en la batalla de Avdíivka. El 12 de marzo de 2024, la unidad participó en una incursión en los óblast rusos de Kursk y Bélgorod junto con la Legión de la Libertad de Rusia.
El comandante del batallón es Vladislav Ammosov. Es de etnia yakuta y afirma haber trabajado en la agencia de inteligencia militar extranjera GRU de las Fuerzas Armadas de Rusia durante 15 años. Luchó en la primera y segunda guerra chechena. Ammosov apoya la secesión de la República de Sajá, denominado por los independentistas como Yakutia.
El batallón utiliza la bandera de Siberia, una bandera bicolor horizontal blanca y verde.